# Абер (село)
Абер (фр. Abère) насеље је и општина у југозападној Француској у региону Аквитанија, у департману Атлантски Пиринеји која припада префектури По.
По подацима из 2011. године у општини је живело 148 становника, а густина насељености је износила 25,47 становника/km². Општина се простире на површини од 5,81 km². Налази се на средњој надморској висини од 335 метара (максималној 346 m, а минималној 239 m).

## Демографија
| 1962. | 1968. | 1975. | 1982. | 1990. | 1999. | 2011. |
| ----- | ----- | ----- | ----- | ----- | ----- | ----- |
| 150   | 140   | 133   | 132   | 123   | 133   | 148   |

График промене броја становника у току последњих година